# Omphale pronapis
Omphale pronapis är en stekelart som först beskrevs av Walker 1839.  Omphale pronapis ingår i släktet Omphale och familjen finglanssteklar. Inga underarter finns listade i Catalogue of Life.